# Johann André Forfang
Johann André Forfang, född 4 juli 1995, är en norsk backhoppare. Han debuterade världscupen i december 2014, och hans bästa resultat i en världscupdeltävling är tredjeplatsen i Vikersund den 15 december 2015. Han är yngre bror till tidigare backhopparen Daniel Forfang.

### Fotnoter
1. ↑  Lucas Dahlström (15 februari 2015). ”Nytt världsrekord i backhoppning – igen!”. Yle. http://svenska.yle.fi/artikel/2015/02/15/nytt-varldsrekord-i-backhoppning-igen. Läst 7 januari 2016.